# Bioréacteur à membrane
Le bioréacteur à membrane est une technologie utilisée en traitement des eaux usées municipales et industrielles. Ils permettent de combiner des procédés membranaires, comme la microfiltration ou l'ultrafiltration, avec un traitement biologique (boues activées). Il existe deux types de bioréacteur à membrane : le bioréacteur à membrane immergée et le bioréacteur à membrane externe. Dans la configuration immergée, la membrane est située à l'intérieur du réacteur biologique et immergée dans les eaux usées, tandis que dans un bioréacteur à membrane externe, la membrane est située à l'extérieur du réacteur comme étape supplémentaire après le traitement biologique.

## Historique
Les bioréacteurs à membrane sont introduits à la fin des années 1960, peu après la démocratisation de l'ultrafiltration et de la microfiltration. Les premiers modèles sont développés par Dorr-Oliver Inc. et combinent l'utilisation d'un bioréacteur à boues activées avec une boucle de filtration membranaire à flux croisé.
Une évolution importante de la technologie a lieu en 1989, avec les bioréacteurs à membrane immergés. Jusqu'alors, les bioréacteurs à membrane étaient conçus avec un dispositif de séparation situé à l'extérieur du réacteur (bioréacteurs à membrane à flux latéral) et dépendaient d'une pression transmembranaire élevée pour maintenir la filtration.
Les étapes suivantes du développement des bioréacteurs à membrane ont été l'acceptation de flux modestes (25 % ou moins de ceux de la première génération) et l'idée d'utiliser un flux diphasique (bouillonnant) pour contrôler l'encrassement. Le coût d'exploitation plus faible obtenu avec la configuration immergée ainsi que la diminution constante du coût de la membrane ont conduit à une augmentation exponentielle des installations de bioréacteurs à membrane à partir du milieu des années 1990. Depuis lors, de nouvelles améliorations de la conception et du fonctionnement des bioréacteurs à membrane ont été introduites et incorporées dans des installations plus importantes. Alors que les premiers dispositifs fonctionnaient avec des temps de rétention des solides allant jusqu'à 100 jours et des solides en suspension dans la liqueur mixte pouvant atteindre 30 g/L, la tendance récente est d'appliquer des temps de rétention des solides plus faibles (environ 10 à 20 jours), ce qui se traduit par des niveaux de solides en suspension plus faciles à gérer (10 à 15 g/L). Grâce à ces nouvelles conditions de fonctionnement, le transfert d'oxygène et le coût de pompage dans les réacteurs ont eu tendance à diminuer et la maintenance globale a été simplifiée. Il existe aujourd'hui une gamme de systèmes de bioréacteurs à membrane disponibles dans le commerce, dont la plupart utilisent des membranes immergées, bien que certains modules à flux latéral soient disponibles ; ces systèmes à flux latéral utilisent également un flux diphasique pour le contrôle de l'encrassement. Les temps de rétention hydraulique typiques varient entre 3 et 10 heures. Dans la plupart des cas, des configurations de membranes à fibres creuses et à feuilles plates sont utilisées dans les applications de bioréacteurs à membranes.